# Głucha Dolina (Barcice)
Głucha Dolina – część wsi Barcice w Polsce, położona w województwie małopolskim, w powiecie nowosądeckim, w gminie Stary Sącz.
Osiedle w postaci trzech gospodarstw położone jest na polanie o tej samej nazwie Głucha Dolina.
W latach 1975–1998 Głucha Dolna administracyjnie należała do województwa nowosądeckiego.